# Andrena arima
Andrena arima là một loài Hymenoptera trong họ Andrenidae. Loài này được Cameron mô tả khoa học năm 1909.